# رساس
رساس یک منطقهٔ مسکونی در سوریه است که در منطقه السویدا واقع شده‌است. رساس ۳٬۳۳۲ نفر جمعیت دارد.